# Plaisance-du-Touch
Plaisance-du-Touch ist eine Gemeinde mit 20.471 Einwohnern (Stand 1. Januar 2022) im Département Haute-Garonne in der Region Okzitanien im Südwesten Frankreichs.

## Geographie
Die ehemalige Bastide Plaisance-du-Touch liegt dreizehn Kilometer westlich des Zentrums der Stadt Toulouse am Fluss Touch und dessen Nebenfluss Ousseau.

## Sehenswürdigkeiten

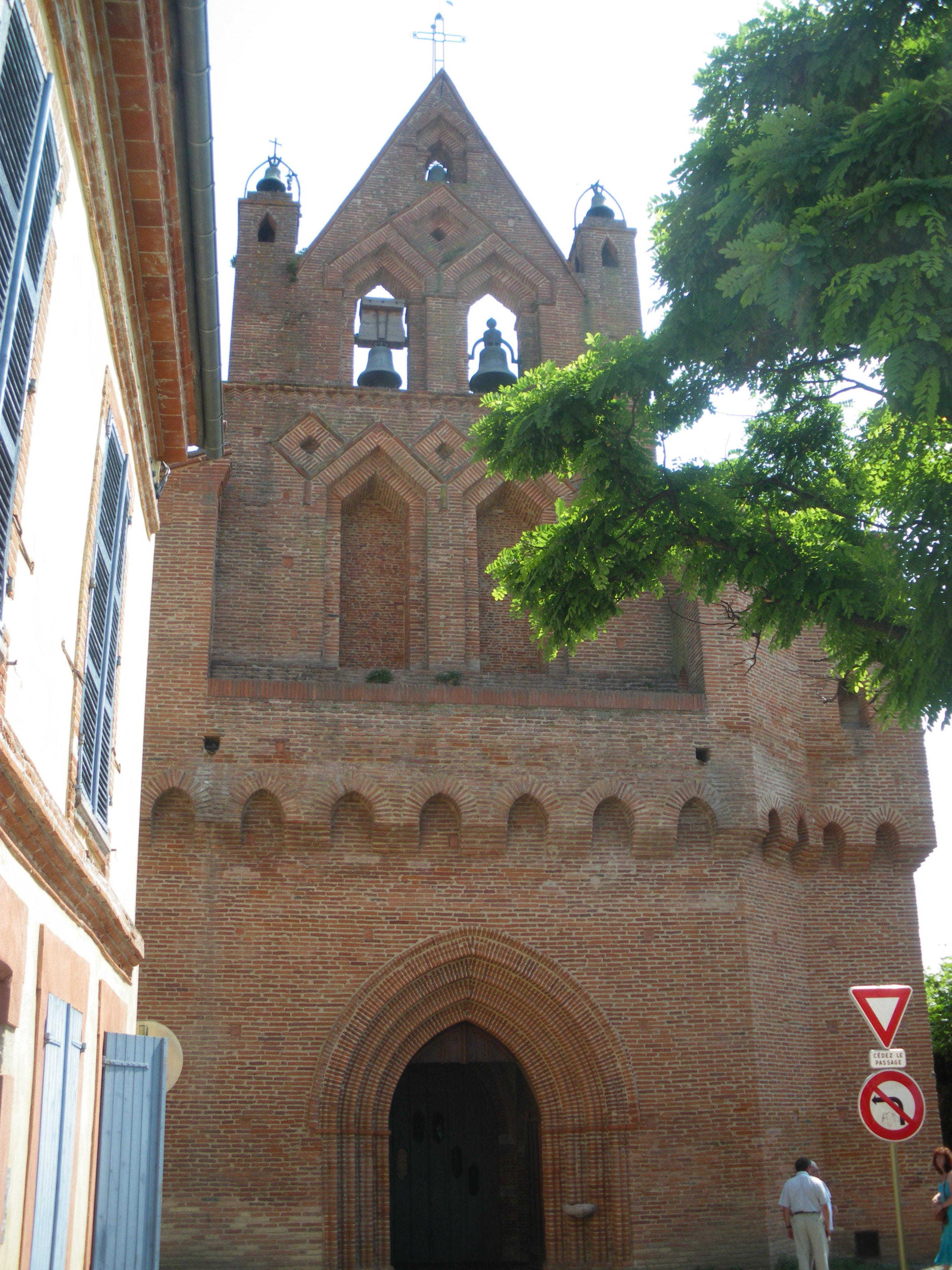
Kirche Saint-Barthélemy

Siehe: Liste der Monuments historiques in Plaisance-du-Touch

## Gemeindepartnerschaften
Plaisance-du-Touch ist durch Gemeindepartnerschaften verbunden mit  Lingfield (Vereinigtes Königreich),  Carnate (Italien) und  Utebo (Spanien).